# میساکی هارویاما
میساکی هارویاما (ژاپنی: 晴山 岬؛ زادهٔ ۳۰ ژوئن ۲۰۰۱) یک بازیکن فوتبال اهل ژاپن است.
از باشگاه‌هایی که در آن بازی کرده‌است می‌توان به باشگاه فوتبال ماچیدا زلویا اشاره کرد.